# MFAP4
MFAP4 (англ. Microfibril associated protein 4) – білок, який кодується однойменним геном, розташованим у людей на короткому плечі 17-ї хромосоми. Довжина поліпептидного ланцюга білка становить 255 амінокислот, а молекулярна маса — 28 648.
| 10         |  | 20         |  | 30         |  | 40         |  | 50         |
| ---------- |  | ---------- |  | ---------- |  | ---------- |  | ---------- |
| MKALLALPLL |  | LLLSTPPCAP |  | QVSGIRGDAL |  | ERFCLQQPLD |  | CDDIYAQGYQ |
| SDGVYLIYPS |  | GPSVPVPVFC |  | DMTTEGGKWT |  | VFQKRFNGSV |  | SFFRGWNDYK |
| LGFGRADGEY |  | WLGLQNMHLL |  | TLKQKYELRV |  | DLEDFENNTA |  | YAKYADFSIS |
| PNAVSAEEDG |  | YTLFVAGFED |  | GGAGDSLSYH |  | SGQKFSTFDR |  | DQDLFVQNCA |
| ALSSGAFWFR |  | SCHFANLNGF |  | YLGGSHLSYA |  | NGINWAQWKG |  | FYYSLKRTEM |
| KIRRA      |  |            |  |            |  |            |  |            |

A: Аланін

C: Цистеїн

D: Аспарагінова кислота

E: Глутамінова кислота

F: Фенілаланін

G: Гліцин

H: Гістидин

I: Ізолейцин

K: Лізин

L: Лейцин

M: Метіонін

N: Аспарагін

P: Пролін

Q: Глутамін

R: Аргінін

S: Серин

T: Треонін

V: Валін

W: Триптофан

Задіяний у таких біологічних процесах, як клітинна адгезія, альтернативний сплайсинг. 
Білок має сайт для зв'язування з іоном кальцію. 
Локалізований у позаклітинному матриксі.
Також секретований назовні.